# Democracia (municipalité)
Democracia est l'une des 25 municipalités de l'État de Falcón au Venezuela. Son chef-lieu est Pedregal. En 2011, la population s'élève à 9 944 habitants.

## Géographie

### Subdivisions
La municipalité est divisée en cinq paroisses civiles avec, chacune à sa tête, une capitale (entre parenthèses) :
- Agua Clara (El Manantial) ;
- Avaria (Tupure) ;
- Pedregal (Pedredgal) ;
- Piedra Grande (Piedra Grande) ;
- Purureche (Purureche).